# Simple Mail Access Protocol
| Anwendung  | SMAP            | SMAP            | SMAP            | SMAP            | SMAP            |
| Transport  | TCP             | TCP             | TCP             | TCP             | TCP             |
| Internet   | IP (IPv4, IPv6) | IP (IPv4, IPv6) | IP (IPv4, IPv6) | IP (IPv4, IPv6) | IP (IPv4, IPv6) |
| Netzzugang | Ethernet        | Token Bus       | Token Ring      | FDDI            | …               |

Das Simple Mail Access Protocol (SMAP) ist ein Netzwerkprotokoll für E-Mails im Client-Server-Modell. 
In der Zielsetzung dem Internet Message Access Protocol (IMAP) gleichend, bietet SMAP mehr Effizienz als dieses und erübrigt zudem den parallelen Einsatz vom Simple Mail Transfer Protocol (SMTP), den auch das Post Office Protocol (POP) erfordert. Der Client braucht nicht mit zwei Servern zu kommunizieren, sondern nur mit einem. 
Die Syntax von SMAP ist der von POP und SMTP ähnlicher als der von IMAP.
SMAP bietet besondere Vorteile beim Verwalten von E-Mail-Nachrichten auf dem Server, die mit IMAP nicht möglich sind:
- Beim Versenden einer Nachricht wird sie zuerst in einem separaten Ordner des Servers abgelegt und dann von diesem in Kopie einem Mail Transfer Agent übergeben. Beim IMAP ist es allenfalls durch einen zusätzlichen Schritt möglich, den Server eine Kopie verwahren zu lassen, was mit einem zweiten Datentransfer verbunden ist.
- Durch serverseitiges dekodieren von Base64-kodierten MIME-kodierten Dateianhängen ins normale 8-Bit Format kann der Bandbreitenbedarf beim Herunterladen um 25 % verringert werden.
- Verzeichnisnamen nutzen die Unicode (UTF-8) Text-Kodierung. Dadurch muss sich der Benutzer keine Gedanken über die zugrundeliegende Dateistruktur der Verzeichnisse machen. Auch die bei IMAP üblichen Trennzeichen zum Unterscheiden von Verzeichnisstrukturen sind bei SMAP nicht mehr gesperrt.
- Im Gegensatz zu IMAP muss bei SMAP bei einem erneuten Öffnen eines Verzeichnisses vom Server nicht wieder ein kompletter Index des Verzeichnisses heruntergeladen werden. Der Client gleicht den lokal gespeicherten Index des Verzeichnisses mit den ggf. aufgetretenen Änderungen auf dem Server ab und erhält dadurch einen aktuellen Index.

Weitere Merkmale in Hinblick auf Internationalisierung sind bereits geplant, allerdings noch nicht in einem Prototyp umgesetzt.